# Irmantas Zelmikas
Irmantas Zelmikas (* 3. Januar 1980 in Telšiai) ist ein ehemaliger litauischer Fußballspieler.

## Karriere

### Verein
Im Jahr 1998 begann er seine Karriere bei Inkaras Kaunas. Nach zwei Jahren bei Inkaras wechselte er 2000 zu Kareda Kaunas. Die nächste Station war bei FBK Kaunas. Nach einem kurzen Wechsel zu Inkaras zurück, spielte er nochmals für den FBK Kaunas. Danach folgten kurze Aufenthalte bei FK Šilutė und dem weißrussischen Verein MTZ-RIPA Minsk. Er wechselte nochmals zum FBK Kaunas, bevor es erneut zu einem Wechsel ins Ausland kam: Diesmal zum ukrainischen Verein Tawrija Simferopol. Danach kehrte er nochmals kurzfristig zum FBK Kaunas zurück. Im Jahr 2009 wechselte er zu FK Sūduva Marijampolė. Im Sommer 2009 schloss er sich dem israelischen Erstligisten Hapoel Ra’anana an. Er wurde Stammkraft in der Abwehr und musste mit seiner Mannschaft am Saisonende absteigen. Er verließ den Klub wieder und heuerte beim FK Muğan Salyan in Aserbaidschan an. Anfang 2011 kehrte er nach Litauen zurück, wo er sich Banga Gargždai anschloss. Anfang 2012 verpflichtete ihn Ligakonkurrent Kruoja Pakruojis. Anfang 2013 war er zunächst ohne Klub, ehe er zum norwegischen Amateurklub Askim FK wechselte. Dort beendete er Ende 2015 seine Karriere.

### Nationalmannschaft
Irmantas Zelmikas kam zwischen 2003 und 2010 zu insgesamt 13 Länderspiel-Einsätzen für Litauen.